# Trevor Leota
Pas d'image ? Cliquez ici

a Compétitions nationales et continentales officielles uniquement.

b Matchs officiels uniquement.
Dernière mise à jour le 31 août 2016.
Trevor Leota, né le 8 février 1975 à Auckland (Nouvelle-Zélande), est un ancien joueur de rugby à XV, ayant joué notamment avec l'équipe des Samoa et le Stade montois, évoluant au poste de talonneur (1,75 m pour 125 kg).

## Carrière

### En club
- 1997-2005 : London Wasps (Premiership)  Angleterre
- 2005-2006 : Free State Cheetahs  (Currie Cup)  Afrique du Sud
- 2006 : Central Cheetahs (Super 14)  Afrique du Sud
- 2008-2009 : Stade montois (Top 14)  France
- 2009 : Bridgend Blue Bulls (South Wales Premiership)  Pays de Galles
- 2010-2012 : Wasps Dubai  Émirats arabes unis

En 2006, il dispute le Super 14 avec les Central Cheetahs. Auparavant il avait joué la coupe d'Europe avec les Wasps (2 matchs en 2004-2005 et 30 matchs disputés en tout).

### En équipe nationale
Il a eu sa première cape internationale le 28 juin 1997, à l’occasion d’un match contre l'équipe des Tonga, et sa dernière le 11 juin 2005 contre l'équipe d'Australie
Leota a participé à la coupe du monde 1999 (4 matchs).

## Palmarès

### En club
- Champion d'Angleterre :  2003, 2004, 2005
- Vainqueur de la Coupe d'Angleterre :  1999, 2000
- Vainqueur de la Coupe d'Europe : 2004
- Vainqueur du Challenge européen : 2003

### En équipe nationale
- 30 sélections avec l'Équipe des Samoa de rugby à XV.
- 5 points (1 essai).
- Sélections par année : 2 en 1997, 3 en 1998, 9 en 1999, 3 en 2000, 6 en 2001, 5 en 2002, 1 en 2003 et 1 en 2005.